# Carl August Richter
Pour les articles homonymes, voir Richter.
Carl August Richter est un dessinateur et graveur paysagiste allemand de la période romantique, né en 1770 à Wachau et décédé en 1848 à Dresde.

## Biographie
Il vient d’une famille d’artiste, son père est graveur et il est le père du peintre paysagiste Ludwig Richter.
À partir de 1793, il fait des études à l'Académie des beaux-arts de Dresde sous Adrian Zingg (de). Il est surtout connu pour ses vues de Dresde et ses environs, tel que les montagnes de grès de l'Elbe. En 1820, il publie 70 Vues pittoresques des environs de Dresde. 

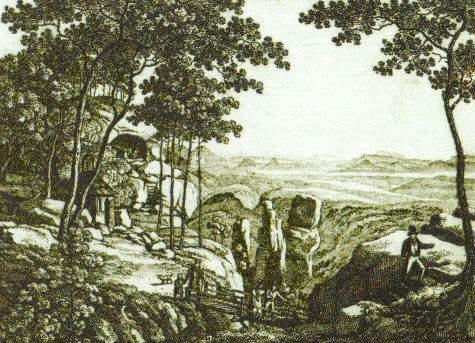
, 1818.